# جورج کنان (اکتشاف‌گر)
جرج کنان (George Kennan) (زادهٔ ۱۶ فوریه ۱۸۴۵ – درگذشتهٔ ۱۰ می ۱۹۲۴)، اکتشاف‌گر اهل ایالات متحده بود که برای سفرهای خود به شبه‌جزیره کامچاتکا و مناطق قفقاز در امپراتوری روسیه شناخته می‌شد. او پسر عموی (با دو نسل تفاوت) دیپلمات و مورخ آمریکایی جرج اف. کنان بود و آنها همچنین در همان روز به‌دنیا آمدند.

## اوایل زندگی
جرج کنان در نورواک، اوهایو به دنیا آمد و از ایام بسیار جوانی شیفته سفر کردن بود. با این حال، وضعیت مالی خانواده او را وادار کرد تا از ۱۲ سالگی کار را در دفتر تلگراف شرکت خط آهن کلیولند و تولیدو آغاز نماید.

## حرفه
در ۱۸۶۴ میلادی، او در شرکت تلگراف روسی-آمریکایی مشغول کار شد تا مسیر یک خط تلگراف زمینی پیشنهاد شده که از سیبری و تنگه بیرنگ عبور می‌کرد را نقشه‌برداری نماید. او که دو سال را در بیابان‌های کامچاتکا گذرانده بود، از طریق سن پیتزبورگ به اوهایو بازگشت و چندی بعد به‌خاطر نطق‌های علمی، مقالات و کتاب‌های که در مورد سفرش نوشت، مشهور شد.
در کتاب خود تحت عنوان زندگی خیمه‌نشینی در سیبری، کنان اطلاعات مهمی مرتبط با فرهنگ‌شناسی، تاریخ و توصیف‌های گروه‌های مردمان بومی در سیبری ارایه نمود که هنوز هم برای پژوهشگران مهم است. این کتاب حاوی داستان‌های در مورد اقوام کوراکس (نوشتار جدید: کوریاکس)، کامچاتدال (اتیلمن‌ها)، چوکچی‌ها، یوکاگیرها، چووان‌ها، یاقوت‌ها و گاکوت‌ها ارایه نمود. در جریان سال ۱۸۷۰ میلادی، او در سن پیتزبورگ بازگشت تا به داغستان که شمالی نقطه در منطقه قفقاز بوده و تنها ۱۰ سال پیش به امپراتوری شوروی ضمیمه شود بود، سفر نماید. با سفر به داغستان، او به نخستین آمریکایی مبدل شد که به فلات‌های این منطقه سفر نموده و یک منطقه دور دست که متشکل از جمعیت‌های چوپان، سیم‌گر و قالین باف و سایر صنعت‌گران مسلمان است را بررسی می‌نماید. او به سفر به سمت شمال منطقه قفقاز ادامه داده و قبل از اینکه در ۱۸۷۱ میلادی به آمریکا بازگردد، بار دیگر در ساماشکی و گروزنی توقف کرد. این سفرها به وی اعتبار یک «متخصص» امور روسیه را بخشید.
متعاقب آن در ۱۸۷۸ میلادی، کنان در آسوشیتد پرس مقیم واشینگتن دی.سی. مشغول کار شد و در جریان حرفه خود به عنوان گزارشگر جنگ به بیشتر مناطق درگیر جنگ در جهان سفر کرد. در این زمان او با نشریه‌های چون مجله سنچوری، ماه‌نامه آتلانتیک، مجله مک‌کلور (یک مجله ماکریکر)، نشنال جئوگرافیک و اوتلوک نیز همکاری داشت.
در می ۱۸۸۵ میلادی، او یک سفر طولانی دیگر را نیز در روسیه آغاز کرد، اما این بار از اروپا به سمت سیبری. او دید مثبتی نسبت به حکومت روسیه تزار و سیاست‌های حکومت‌داری آن داشت که به صراحت آنها را بیان می‌کرد و سفر او از سوی حکومت روسیه تأیید شد. با این حال زمانی که او در جریان سفر خود با دیگراندشان تبعید شده، به‌ویژه با نیکولای میخائیلویچ یادرینتسف (۱۸۴۲ – ۱۸۹۴) ملاقات نمود، نظر کنان پیرامون نظام امپراتوری روسیه تغییر کرد. او به‌طور قوی تحت تأثیر کاترین برشکوسکی قرار گرفت، بشکوسکی یک توده‌گرا و «مادربزرگ انقلاب روسیه» بود. خانم بشکوسکی یک محفل بدرود در روستای کوچک ترانسبایکال برگزار کرده بود و در جریان آن گفته بود، «ما در تبعید می‌میریم و نوه‌های ما نیز در تبعید می‌میرند، اما در نهایت چیزی از آن برون خواهد شد». او در جریان سفر خود با لئونید کراسین که در آن زمان نوجوان بود نیز ملاقات کرد.
پس از بازگشت به ایالات متحده در اوت ۱۸۸۶ میلادی، او به یک منتقد سرسخت دیکتاتوری روسیه مبدل شده و به آبستن سازی آرمان دموکراسی شوروی آغاز کرد. کنان بیست سال بعدی زندگی خود را وقف ترویج آرمان انقلاب روسی نمود که بیش از طریق سخنرانی علمی بود. کنان یکی از پربارترین سخنرانان اواخر قرن نوزدهم میلادی بود. در جریان دهه ۱۸۹۰ میلادی، او برای حدود یک میلیون نفر سخنرانی کرد، از جمله حضور پیاپی شامگاهی (به‌جز از یک‌شنبه‌ها) در جریان ۱۸۹۰–۱۸۹۱ میلادی جهت سخنرانی برای جمعیتی حدود ۲۰۰۰ نفر. گزارش‌های وی از وضعیت سیبری به‌طور مسلسل توسط مجله سنچوری به چاپ می‌رسید و او در ۱۸۹۱ میلادی یک کتاب دو جلدی تحت عنوان سیبری و نظام تبعید به چاپ رساند. این کتاب که حاوی مصاحبه‌های دست اول، ارقام و نقاشی‌های از هنرمند جرج آلبرت فراست بود، تأثیر قدرت‌مندی روی نگرش مردم عامه آمریکا داشت.
کنان با برخی مهاجرینی که در تبعید به سر می‌بردند، مانند پتر کروپوتکین و سرگی کروچینسکی نیز دوست شد. او به یکی از شناخته‌شده‌ترین عضو انجمن دوستان آزادی روسیه که مارک تواین و جولیا وارد هوی نیز عضو آن بود، مبدل شده و همچنین در راستای بنیان‌گذاری نخستین ژورنال انگلیسی-زبان مخالف روسیه تزار، روسیه آزاد همکاری نمود. در ۱۹۰۱ میلادی، حکومت روسیه با ممنوع کردن ورود وی به روسیه، پاسخ داد.
کنان تمامی وقت خود را تنها وقف مسائل مرتبط با روسیه نکرده بود، به عنوان یک گزارشگر جنگ، او همچنین در مورد سیاست‌های ایالات متحد، جنگ آمریکا و اسپانیا، ترور رئیس‌جمهوری ویلیام مک‌کینلی و جنگ روسیه و ژاپن و همچنین جنگ جهانی اول و انقلاب روسیه گزارش می‌داد. او کتابی تحت عنوان برنامه‌های شرق دور ائی. اچ هاریمان (۱۹۱۷، انتشارات کونتری لایف پریس) منتشر کرد که تلاش‌های هاریمان برای اجاره کردن خط آهن منچوری شرقی از ژاپن را بررسی می‌نماید و کتابی همچنین تحت عنوان شیکاگو و پرونده آلتون: یک معامله غلط درک شده (۱۹۱۶ میلادی، انتشارات کونتری لایف پریس) نوشت و در آن از خریداری خط آهن شیکاگو و آلتون توسط هریمان که بنابر انگیزه‌های سیاسی توسط ICC و تیدی روزولت مورد انتقاد قرار گرفته بود، دفاع کرد.
کنان شدیداً با انقلاب اکتبر مخالفت می‌کرد، چون او احساس می‌نمود که بلشویک‌ها «برای حل موفقیت‌آمیزی مشکلات مدیدی که پس از سرنگونی تزار به‌میان آمده بود دارای دانش، تجربه و تحصیلات کافی نبودند». رئیس‌جمهوری وودرو ویلسون گزارش کنان را در ۱۹۱۸ میلادی مورد مطالعه و ارزش قرار داده و از بلشویک‌ها انتقاد کرد، اما در نهایت این کنان بود که از اداره ویلسون برای کمرویی بیش از حد در مداخله علیه بلشویسم انتقاد کرد.
کنان آخرین نقد خود از بلشویسم را در یک روزنامه محلی، مدینا تریبیون در ژوئیه ۱۹۲۳ میلادی نوشت:
پلنگ روسی موضع‌های خود را تغییر نداده‌است… قانون اساسی جدید بلشویک… تمامی قدرت را در جای رها می‌کند که برای پنج سال گذشته در آنجا بوده‌است – در دستان یک گروه کوچکی از دیوان‌سالاران خود انتخاب شده که مردم نه قدرت برکناری و نه قدرت کنترل آنها را دارند.

## مرگ
کنان به تاریخ ۱۰ می ۱۹۲۴ در خانه خود در مدینا، نیویورک وفات کرد و در قبرستان بوکسوود به خاک سپرده شد.